# Ted Sator
Ted Sator (né le 18 novembre 1949 à New Hartford dans l'État de New York) est un joueur professionnel de hockey sur glace devenu entraîneur.

## Biographie

### Joueur
Sa carrière de joueur est éphémère puisqu'après avoir joué au collège pour les Falcons de Bowling Green dans la National Collegiate Athletic Association, il ne dispute que trois matches professionnels avec les Ducks de Long Island dans l'Eastern Hockey League en raison d'une blessure au genou.

### Entraîneur
En 1982, il commence sa carrière d'entraîneur avec le Rögle BK en Suède et devient scout pour les Flyers de Philadelphie de la Ligue nationale de hockey. La saison suivante, il devient entraîneur-adjoint des Flyers, d'abord de Bob McCammon puis de Mike Keenan en 1984-1985. Au cours de la Coupe Canada 1984, il est entraîneur-adjoint de Bob Johnson pour la sélection américaine.
En 1985, Sator est nommé entraîneur-chef des Rangers de New York et, dès sa première saison à la tête de l'équipe, il la mène en finale de conférence où elle est éliminée par les Canadiens de Montréal, futurs vainqueurs de la Coupe Stanley. La saison suivante, Phil Esposito succède à Craig Patrick comme directeur général des Rangers et limoge Sator et son équipe avant de le remplacer le 21 novembre 1986 par Tom Webster après seulement 19 matchs. Un mois plus tard, il est nommé entraîneur des Sabres de Buffalo. Il amène l'équipe à deux troisièmes places consécutives mais après deux échecs au premier tour des séries, il est limogé par le directeur-général, Gerry Meehan. Au cours de l'année 1987, il retrouve Bob Johnson qu'il assiste à nouveau lors de la Coupe Canada.
Un mois plus tard, il est nommé adjoint de Mike Milbury pour les Bruins de Boston, poste qu'il conserve pendant deux saisons avant de devenir entraîneur des Devils Milan avec lesquels il remporte le Championnat d'Italie à deux reprises,. Il revient aux États-Unis et dans la LNH la saison suivante pour être entraîneur adjoint des Blues de Saint-Louis. En 1995, il change à nouveau de club et devient entraîneur adjoint des Whalers de Hartford. Un an plus tard, il partage son temps entre les Canucks de Vancouver et leur club école de la Ligue américaine de hockey, le Crunch de Syracuse. En 1997, Sator rejoint le Brass de la Nouvelle-Orléans qui évolue dans l'ECHL. Il qualifie l'équipe durant cinq saisons consécutives pour les séries éliminatoires.
En 2003, il traverse à nouveau l'océan et rejoint la Finlande où il devient l'entraîneur-chef des Espoo Blues de la SM-liiga. En 2008, il rejoint l'Autriche où il reste quatre ans, entraînant le Alba Volán Székesfehérvár puis le KHL Medveščak, à chaque fois pour deux saisons. Il est également, pendant son mandat avec le KHL Medveščak, entraîneur de l'équipe de Hongrie qui dispute le Championnat du monde D1,. Depuis la saison 2011-2012, il est entraîneur adjoint pour l'équipe de l'Université de Lindenwood dans l'American Collegiate Hockey Association.

## Statistiques

### Joueur
| Saison  | Équipe                   | Ligue |    | Saison régulière | Saison régulière | Saison régulière | Saison régulière | Saison régulière |   | Séries éliminatoires | Séries éliminatoires | Séries éliminatoires | Séries éliminatoires | Séries éliminatoires |
| Saison  | Équipe                   | Ligue | PJ | B                | A                | Pts              | Pun              | PJ               | B | A                    | Pts                  | Pun                  |                      |                      |
| 1969-70 | Falcons de Bowling Green | NCAA  | 5  | 0                | 0                | 0                | 2                | -                | - | -                    | -                    | -                    |                      |                      |
| 1971-72 | Falcons de Bowling Green | NCAA  | 27 | 5                | 6                | 11               | 45               | -                | - | -                    | -                    | -                    |                      |                      |
| 1972-73 | Ducks de Long Island     | EHL   | 3  | 0                | 1                | 1                | 0                | -                | - | -                    | -                    | -                    |                      |                      |

### Entraîneur
| Saison/année | Équipe                       | Ligue              |    | PJ | V  | D  | N  | Pr     | % V                 |  | Séries éliminatoires |
| 1982-1983    | Rögle BK                     | Division 1 (Suède) |    |    |    |    |    |        |                     |  |                      |
| 1985-1986    | Rangers de New York          | LNH                | 80 | 36 | 38 | 6  | 0  | 48,8 % | Défaite au 3e tour  |  |                      |
| 1986-1987    | Rangers de New York          | LNH                | 19 | 5  | 10 | 4  | 0  | 36,8 % |                     |  |                      |
| 1986-1987    | Sabres de Buffalo            | LNH                | 47 | 21 | 22 | 4  | 0  | 48,9 % | Non qualifié        |  |                      |
| 1987-1988    | Sabres de Buffalo            | LNH                | 80 | 37 | 32 | 11 | 0  | 53,1 % | Défaite au 1er tour |  |                      |
| 1988-1989    | Sabres de Buffalo            | LNH                | 80 | 38 | 35 | 7  | 0  | 51,9 % | Défaite au 1er tour |  |                      |
| 1991-1992    | Devils Milan                 | Italie             | 18 | 16 | 0  | 2  | -  |        |                     |  |                      |
| 1992-1993    | Devils Milan                 | Italie             | 16 | 14 | 0  | 2  | -  |        |                     |  |                      |
| 1997-1998    | Brass de La Nouvelle-Orléans | ECHL               | 70 | 36 | 24 | 0  | 10 | 58,6 % | Défaite au 1er tour |  |                      |
| 1998-1999    | Brass de La Nouvelle-Orléans | ECHL               | 70 | 30 | 27 | 0  | 13 | 52,1 % | Défaite au 3e tour  |  |                      |
| 1999-2000    | Brass de La Nouvelle-Orléans | ECHL               | 70 | 36 | 27 | 0  | 7  | 56,4 % | Défaite au 1er tour |  |                      |
| 2000-2001    | Brass de La Nouvelle-Orléans | ECHL               | 72 | 35 | 25 | 0  | 12 | 56,9 % | Défaite au 2e tour  |  |                      |
| 2001-2002    | Brass de La Nouvelle-Orléans | ECHL               | 72 | 36 | 32 | 0  | 4  | 52,8 % | Défaite au 1er tour |  |                      |
| 2003-2004    | Espoo Blues                  | SM-liiga           |    |    |    |    |    |        |                     |  |                      |
| 2007-2008    | Alba Volán Székesfehérvár    | ÖEL                |    |    |    |    |    |        |                     |  |                      |
| 2008-2009    | Alba Volán Székesfehérvár    | ÖEL                | 54 | 17 | 28 | 0  | 9  | 39,8 % |                     |  |                      |
| 2009-2010    | KHL Medveščak                | ÖEL                |    |    |    |    |    |        |                     |  |                      |
| 2010-2011    | KHL Medveščak                | ÖEL                |    |    |    |    |    |        |                     |  |                      |

| Année | Équipe             | Ligue                   |  | PJ | V | D |  | Résultat |
| 2007  | Équipe de Slovénie | Championnat du monde D1 |  |    |   |   |  |          |
| 2010  | Équipe de Hongrie  | Championnat du monde D1 |  |    |   |   |  |          |
| 2011  | Équipe de Hongrie  | Championnat du monde D1 |  |    |   |   |  |          |

### Note
1. ↑  Un scout, ou « dépisteur », est le membre d'une équipe de hockey sur glace chargé de trouver de jeunes talents.
2. ↑  Le championnat du monde D1 est le deuxième niveau international.